# Храбустовський Іван Францович
Храбустовський Іван Францович (нар.6 червня 1917 — 1 грудня 1985) — професор, доктор біологічних наук, ректор Харківського зооветеринарного інституту у 1973-1982 роках, завідувач кафедри зоогігієни, основ ветеринарії і охорони праці Харківського зооветеринарного інституту, видатний вчений і педагог.

## Біографія
Іван Францович народився 6 грудня 1917 року в селі Писарівка Луганської області.
Протягом 1933-1936 років навчався в Старобільському ветеринарному технікумі.
У 1936 році був ветеринарним фельдшером Ольгінської районної ветеринарної лікарні (с. Благодатне Донецької області).
Протягом 1936-1941 роки був студентом Київського ветеринарного інституту.
З лютого по листопад 1941 року працював головним ветеринарним лікарем Херсонського тресту радгоспів.
Протягом 1941-1946 роки служив у лавах Радянської армії у складі 53-ї армії на Північно-Західному, 2-му Українському і Забайкальсько-Приамурському фронтах.
Протягом 1946-1947 років був начальником управління конярства Харківського обласного відділу тваринництва.
З травня 1947 по січень 1948 років був заступником начальника Харківського обласного управління сільського господарства.
З січня 1948 по травень 1950 років працював інструктором сільськогосподарського відділу Харківського обкому КП України.
Протягом 1950-1953 років був аспірантом Українського науково-дослідного інституту експериментальної ветеринарії.
У 1953 захистив дисертацію на тему «Материалы по изучению свойств антибиотик(микроцид)-вакцины против паратифа телят»; присуджено науковий ступінь кандидата біологічних наук.
З березня по вересень 1953 року був молодшим, потім старший науковий співробітник УНДІЕВ.
З вересня 1953 по червень 1954 року був асистентом кафедри зоогігієни та основ ветеринарії Харківського зооветеринарного інституту.
У 1954 році було присвоєно вчене звання доцента.
З червня 1954 по вересень 1960 роки був доцентом кафедри зоогігієни та основ ветеринарії Харківського зооветеринарного інституту.
Протягом 1955-1964 років за сумісництвом був вченим секретарем Ради Харківського зооветеринарного інституту.
Протягом 1960-1985 років був завідувачем кафедри зоогігієни, основ ветеринарії і охорони праці Харківського зооветеринарного інституту.
У січні 1971 року Іван Францович захистив дисеритацію за темою «Естестенная резистентность и иммунобиологическая реактивность организма коров и телят в зависимости от условий содержания и физиологического состояния».
21 квітня 1972 року було присуджено науковий ступінь доктора біологічних наук.
У 1973 році Івану Францовичу було присвоєно вчене звання професора.
З 1973 по 1982 роки був ректором Харківського зооветеринарного інституту.
27 червня 1977 року указом Президії Верховної Ради УРСР за заслуги в навчально-виховній і науковій роботі та підготовці висококваліфікованих спеціалістів присвоєно почесне звання «Заслужений працівник вищої школи УРСР».
1 грудня 1985 року раптово пішов із життя приймаючи екзамени у абітурієнтів-аспірантів.

## Відзнаки та нагороди
- орден «Червона Зірка» (1944);
- медаль «Великої вітчизняної війни ІІ ступеню» (1945);
- медаль «За перемогу над Німеччиною» (1945);
- медаль «За взяття Будапешта» (1945);
- медаль «За визволення Праги» (1945);
- медаль «За перемогу над Японією» (1945);
- медаль «Двадцять років перемоги у Великій вітчизняній війні 1941-1945 рр.» (1965);
- орден «Знак пошани» (1976).

## Праці
Іван Францович автор та співавтор більше 120 наукових праць, у тому числі 12 довідників, 12 підручників та навчально-методичних посібників.